# Jenő Szűcs
Jenő Szűcs (ur. 13 lipca 1928 w Debreczynie, zm. 24 listopada 1988 w Leányfalu) – węgierski historyk mediewista, uczeń i przyjaciel Istvána Bibó, propagator i badacz koncepcji trzyczłonowego rozwoju Europy. W jednej ze swoich najważniejszych publikacji Trzy Europy wykłada swój oryginalny paradygmat złożonych dziejów kontynentu, który dzieli na Europę Zachodnią, Środkowo-Wschodnią oraz Wschodnią. Dużą wagę eseju i zawartych w nim tez podkreślają liczne przekłady tekstu na języki obce m.in. francuski (1985) i angielski (streszczenie) (1983).

## Wybór prac autora w oryginale
- Városok és kézművesség a XV. századi Magyarországon (Bp., 1955);
- A középkori építészet munkaszervezetének kérdéséhez (Bp. Régiségei, 1958);
- A nemzet historikuma és a történetszemlélet nemzeti látószöge (Hozzászólás egy vitához) (Bp., 1970);
- A ferences obszervancia és az 1514. évi parasztháború (Levéltári Közlemények, 1972);
- Társadalomelmélet, politikai teória és történetszemlélet Kézai Simon Gesta Hungarorumában (1-2. rész, Századok, 1973. 3-4. sz.);
- Nemzet és történelem (Tanulmányok, Bp., 1974, németül: Bp., 1981); Die Ideologie des Bauernkrieges. (Az Osteuropäiches Bauernbewegungen c. kötetben Bp., 1977);
- A kereszténység belső politikuma a XIII. század derekán. IV. Béla király és az egyház (Történelmi Szle, 1981. 3. sz);
- Megosztott parasztság-egységesülő jobbágyság. A paraszti társadalom átalakulása a 13. században (1-2. rész, Századok, 1981. 1-2. sz.);
- Vázlat Európa három történeti régiójáról (Történelmi Szemle, 1981. 3. sz., önálló kötetben: Bp., 1983; Les trois Europes, Fernand Braudel előszavával, Párizs, 1985);
- Szlavóniai báni dénárok Erdélyben. Kereskedelemtörténet a pénztörténet tükrében (1318-1336) (Századok 1986. 3. sz.);
- Az utolsó Árpádok (posztumusz)(Bp., 1993).
- A magyar nemzeti tudat kialakulása. Két tanulmány a kérdés előtörténetéből (posztumusz) (Szeged 1992).
- Szent István intelmei: az első magyarországi államelméleti mű (A Szent István és kora c. kötetben Bp. 1988.).

## Publikacja w języku polskim
- Trzy Europy, przeł. Jan Maria Kłoczowski, Lublin: Instytut Europy Środkowo-Wschodniej 1995.